# Сексуальна наруга священників
Сексуа́льна нару́га свяще́нників — випадки наруги з боку священників, що мали місце в церкві, задокументовані, оприлюднені, що стали надбанням громадськості.
Випадки розголосу сексуальної наруги сягнули свого піку між серединою 1960-х та серединою 1980-х. Зі щорічного звіту єпископів США, де Церква налічує 65 мільйонів вірних, у 2009 тут зафіксовано лише шість достовірних випадків сексуальних зловживань серед священників. Випадки сексуальної наруги мали місце в Ірландії. Водночас далеко не всі обвинувачення, що публікувались у ЗМІ мають під собою підґрунтя. Так, у США із-поміж 100 заяв про сексуальні злочини з боку священників-педофілів, підтвердилися лише 1—2 відсотки.

## Освітлення у ЗМІ

Обкладинка «Шпіґеля» за 08.02.2010.

У світових мас-медіа історії про сексуальні зловживання переважно представлено як католицькі.
Випадки сексуальних зловживань із боку священників і католицьких єпископів були освітлені у США, починаючи з 2002 року.
Мас-медіа розгорнули атаку на Папу Бенедикта XVI після того, як стало відомо про випадки наруги і домагань у Європі. У рідній для папи Бенедикта XVI Німеччині «Der Spiegel» закликав Папу зректися престолу. Подібні заклики пролунали в Ірландії.

Представники Ватикану в Женеві вперше виступили на відкритих слуханнях в Комітеті з прав дітей при ООН, де їм довелося звітувати з проблеми сексуального насильства над неповнолітніми. Комітет попросив надати детальну інформацію про випадки сексуального насильства над дітьми з боку католицьких священників, починаючи з 1995 року. Для кожного з цих випадків запитувалася інформація про те, які заходи були прийняті Ватиканом,
…щоб жодному з представників духовенства, обвинувачених в сексуальному насильстві, в даний час не було дозволено залишатися в контакті з дітьми… а також випадки, коли священники були переведені в інші парафії або інші держави, де у них залишалася можливість чинити злочини проти дітей.

## Скандал в Австралії
Станом на серпень 2011, згідно з Broken Rites (Australia) Collective Inc., було більш ніж 100 випадків звинувачення католицьких священників у сексуальних злочинах проти неповнолітніх. Крім того, є численні випадки за участю релігійних діячів (як священників, монахів), так і серед вчителів. Іншим джерелом неспокою став провал Римо-католицької церкви запобіганню в майбутньому зловживань з боку духовенства, які потрапили в поле зору релігійних авторитетів (єпархій, релігійних орденів або шкіл), продовження покривання сексуальних злочинців у стінах церкви. У 2012 році деталізували 40 летальних самогубств, безпосередньо пов'язаних із сексуальним насиллям з боку католицького духовенства в штаті Вікторія. У жовтні 2012 року головний комісар поліції Вікторії, Кен Лей, заявив про перешкоду розслідуванню з боку церкви (зокрема, відмовляння жертв звітувати до поліції, сприяти розслідуванню) і закликав притягнути винних до кримінальної відповідальності. Єпископ Мейтленд-Ньюкасла Хантеру Веллі підтримував публічне розслідування цього питання.
У листопаді 2012 архієпископ Харт, президент австралійської Конференції католицьких єпископів, пообіцяв співпрацю з Королівською комісією і колишнім прем'єр-міністром Джулією Гіллард у розслідуванні сексуального насильства над дітьми в установах по всій Австралії. Джордж Пелл, кардинал-архієпископ Сіднея, заявив, що він сподівається, що Королівська комісія зупинить «наклепницьку кампанію» проти католицької церкви. Під час конференції, що відбулася 13 листопада 2012 на прес-конференції, кардинал Пелл висловив підтримку Королівської комісії та вітав можливість допомогти жертвам, «щоб очистити повітря і відокремити факти від белетристики».

### Митрополія Аделаїди
13 вересня 2011, сенатор Нік Ксенофон використовує парламентську привілею, і називає священника із митрополії Аделаїди, як передбачуваного злочинця шести сексуальних нападів на Джона Хепуорта, близько 50 років тому. Сенатор Ксенофон стверджує, що на вікарія Аделаїди, монсеньйора Девід Каппо, були надана докладна інформація в 2008 році, де він не в змозі був повпливати на це розслідування, все ще на стадії розслідування. Під час розслідування, священника так і не змістили з посади. Вікарій Каппо, згодом пішов з декількох урядових посад — про це пише News.com.au. Католицька церква провела незалежне розслідування під проводом королівського адвоката Майкла Ебботта, яке не підтвердило фактів, а звинувачення виявилося безпідставним. Отець Альберт Девіс, член ордену отців-домініканців, був звинувачений в 2006 році в 17-ти замахах на моральність 7 хлопчиків у монастирській школі Блекфрайарс, що сталися між 1956—1960 роками. Девіс був представлений перед районним судом Аделаїди, але він помер раніше, ніж слухання були розпочаті. Отець Чарльз Барнетт визнав себе винним в 2009 (після екстрадиції з Індонезії) в підкупі трьох дітей, що призвели до статевого акту, в Кристал Брук і Порт-Пірі.

## Скандал в США
Сексуальний скандал вибухнув в діоцезах Католицької церкви США після того, як стало відомо про такі випадки в митрополії Бостона. Стало відомо, що архієпископ Бостона кардинал Бернард Френсіс Лоу знав про сексуальні домагання до дітей з боку священників своєї митрополії, але нічого не робив і навіть покривав злочинців. Бернард Лоу з 1984 року, тобто з самого свого вступу на посаду Бостонського архієпископа, знав, що в його єпархії служать педофіли, і нічого не зробив, щоб їх зупинити. Тільки в перші два місяці католицького секс-скандалу в розбещенні дітей були звинувачені майже 100 священників з 11 штатів: їх звинувачували або самі жертви, зважившись підняти голос, або журналісти, зробивши розслідування.
Це привело до виплати сім'ям постраждалих величезних штрафів, а сам Лоу подав у відставку 13 грудня 2002 року.
Кардинал Лоу, тепер первосвященник в римській Базиліці Діви Марії; він служив одну з похоронних месс по папі Івану Павлу II.
У 2004 році виплив на поверхню скандал у римо-католицькому діоцезі Фербенкс. З початку 1960-х святі отці Джордж Ендал і Джеймс Пул, а також приєднавшись до них місіонер Джозеф Лундовскі зґвалтували практично всіх жителів острова — чоловіків, жінок і дітей обох статей. Якщо конкретно, то Лундовскі зґвалтував 112 осіб, Ендал — 26 і Пул — 18. Тільки Джозеф Лундовскі за сім років своєї служби розбестив майже всіх хлопчиків у селищі Святого Михаїла і в сусідньому селі Стеббінс. Листування, що відноситься до перших років його місіонерської діяльності на Алясці, показує: його начальство знало, що у нього серйозна проблема, але не зробило нічого, щоб його зупинити. У 2007 році орден єзуїтів Римсько-католицької церкви погодився виплатити 110-м ескімосам компенсацію в розмірі 50 мільйонів доларів.
Ці події дали поштовх для розвитку скандалу. Сім'ям потерпілих було виплачено в сумі близько двох мільярдів доларів штрафу; папа Бенедикт XVI заявив, що він «глибоко присоромлений» подією, вибачився перед потерпілими і сказав, що педофіли не можуть бути повноправними священниками Римської католицької церкви.
У червні 2002 року Конференція католицьких єпископів США звернулася в Коледж Кримінального Права Джона Джея, який є одним з основних коледжів Університету міста Нью- Йорк (англ. City University of New York), з проханням досліджувати аспекти проблеми розтління неповнолітніх прихожан католицькими священниками. Звіт Коледжу Джон Джея (англ. John Jay Report) затверджує, що за період 1950—2002 рр. католицьким священникам в США було пред'явлено 10667 звинувачень в розтлінні малолітніх прихожан (Звіт, стр. 7).
Щорічне число звинувачень росло в 1960-х і 1970-х роках, і почало зменшуватися з 1980 року. На початку 1960-х років пред'являлося близько 50 звинувачень в рік. Наприкінці 1970-х років ця цифра виросла до 450—500. До 2000 року показник знову повернувся до рівня 50 і менше звинувачень в рік (Звіт, стр. 28).
22 квітня 2010 року стало відомо, що одна з американських жертв католиків-педофілів з штату Іллінойс подала позов проти Римського папи. Підставою для позову стали злочини на сексуальному ґрунті здійснені священником Лоренсом Мерфі з школи Вісконсіна імені святого Іоанна для глухих дітей. У 1995 жертва намагалася повідомити церковну владу (Йозеф Ратцінгер в цей час очолював Конгрегацію доктрини віри — комісію, що розслідує злочини священників), але ті лише покривали злочини.
У доповіді, представленій єпископами США в лютому 2004 року, повідомлялося, що починаючи з 1950 року 4392 священника — 4 % всіх кліриків — розбестили не менше десяти тисяч неповнолітніх. Лише 2 % священників, які розбещували дітей, були засуджені до тюремного ув'язнення.
У липні 2007 року найбільша Архієпархія Лос-Анджелеса погодилася на виплату (другу після виплати в 2006 році) рекордною для такого роду позовів в США суми в 660 мільйонів доларів, жертвам сексуального насильства, з боку духовенства єпархії, яке засвідчене свідченнями 508-и жертв насильства, що мало місце в період з 1940-х років.
Виплати позивачам поставили єпархію на грань банкрутства, але дозволили її главі Роджеру Махоні уникнути надання свідчень в суді про практику системного приховання сексуальних злочинів духовенства. Сукупні виплати у справах про статеві злочини проти католицьких єпархій з 1950 року в США склали 2 мільярди доларів.
В березні 2011 року, у зв'язку з розслідуванням у справі про розтління малолітніх, від богослужінь було відсторонено 21 священника тільки у Філадельфії.

## Скандал в Канаді
Наприкінці 1980-х членам Конгрегації Християнських Братів, які працювали в дитячому будинку Гора Кашел в Сент-Джонсі, Ньюфаундленд, були висунуті звинувачення у фізичному і сексуальному насильстві. Через невдалу спробу приховати ці звинувачення, в грудні 1989 року вони були оприлюднені в Сент-Джонс газетою «Sunday Express». Зрештою понад 300 колишніх учнів виступили із звинуваченнями фізичного і сексуального насильства в дитячому будинку. Релігійний орден подав заяву про банкрутство в особі численних судових позовів. Після скандалу в Кашел, багато священників по всій Канаді були звинувачені у сексуальному насильстві.
У серпні 2006 року отець Чарльз Генрі Сильвестр з Беле Ріверу, Онтаріо, визнав себе винним у 47 пунктах звинувачень в сексуальному насильстві над дівчатками у віці від дев'яти до чотирнадцяти років, між 1952 і 1989 роках. Сильвестр був засуджений у жовтні 2006 року до трьох років, і помер 22 січня 2007 після трьох місяців ув'язнення.

### Британська Колумбія
Джозеф Ланг, священник поміщений на «адміністративну відпустку» у квітні 2002 року. Отець Ланг знаходиться під підозрою сексуальної активності над неповнолітніми, де був в свій час як парафіяльний священник у Клівленді, штат Огайо в 1980 році.
Х'юберт Патрік О'Коннор був канадським Римсько-католицьким єпископом Прінс-Джорджа в Британській Колумбії, який був змушений піти у відставку через сексуальні зловживання.

### Ньюфаундленд
У 1988 році вибухнув скандал у зв'язку із звинуваченнями у численних зловживаннях щодо дітей на горі Кашел дитячого будинку в Ньюфаундленді. У 2003 році Верховний суд Канади постановив, що Римо-католицька церква відповідає (субсидіарна відповідальність) за сексуальні насильства з боку священників в єпархії Сент-Джорджес. У лютому 2009 року Верховний суд Ньюфаундленду і Лабрадору постановив, що Римо-католицька церква в Сент-Джонсі відповідальна («субсидіарна відповідальність») щодо сексуальних знущань над 8 міністрантами, які співслужили з преподобним Джеймсом Хікі. У 2007 році преподобний Уейн Догей був виправданий по одному звинуваченням у сексуальному насильстві за недостатністю доказів. Насильства нібито відбулася між 1996 і 2000 і почалося, коли жертві було 14.

### Онтаріо
Дуглас Стамп, священник з Гамільтона, змушений піти у відставку зі своєї посади капелана цієї весни, коли парафіянин виявили його (1997 рік) обвинувальний вирок за напад на двох 12-річних хлопчиків в Пітерборо.

## Скандал в Ірландії
У 2009 році в Ірландії була опублікована доповідь, на підставі якої педофілія інкримінувалася 46 священникам. Епізоди торкалися періоду з 1975 по 2004 рік, причому хлопчики ставали жертвами в два рази частіше за дівчаток. Всього від католиків-педофілів в Ірландії за цей період постраждало до 2000 дітей. Скандал посилився інформацією, згідно якої місцеве керівництво церкви (чотири архієпископи, включаючи кардинала Шона Бреді) знало про злочинців, але покривало їх. Папа Римський Бенедикт XVI 20 березня, у своєму пастирському посланні, визнав скандал і вибачився перед жертвами своїх підопічних.
У 2000 році церква заплатила 12 тисяч фунтів дівчині, яку з 8 років регулярно ґвалтував католицький священник, в обмін на її мовчання. Інформація спливла тільки через 10 років у зв'язку з міжнародним скандалом.
У березні 2012 року почався суд над ірландською черницею, яка звинувачується в сексуальному насильстві над 87 дівчатками.

## Скандал в Німеччині
У 2010 році громадська думка Німеччини була розбурхана фактами розтління неповнолітніх з боку священників у баварському католицькому монастирі Етталь. Жертвами католиків-педофілів стали 100 вихованців, серед яких опинилися учасники хору хлопчиків «Регенсбургер Домшпатцен». Ситуація посилилася тим фактом, що куратором хору був Ґеорґ Ратцінґер — брат попереднього Папи Римського — Бенедикта XVI.
Схожий інцидент мав місце і у берлінському єзуїтському коледжі Canisius — Kolleg, жертвами 12 викладачів педофілів стало близько 115 школярів, причому деякі з жертв згодом покінчили життя самогубством.
Згідно The Economist і The Sydney Morning Herald, багато католиків вийшли з церкви у Німеччині в 2010 році у зв'язку із секс-скандалом. Протягом одного місяця кількість збільшилася в чотири рази, до 472, в єпархії Мюнхена з початку 2010 року. Норберт Денеф (народився 5 травня 1949 року в Деліч, Німеччина), який піддавався насильству в дитинстві католицькими кліриками, заснував Netzwerk Betroffener von Sexualisierter Gewalt (відомий як NetzwerkB — — мережа жертв сексуального насильства) в квітні 2010 році.

## Скандал в Бельгії
У вересні 2010 року у федеральну Прокуратуру Бельгії були спрямовані 103 скарги на розпусні дії священників Римо — католицької церкви. 76 % подавачів скарг — чоловіки віком від 40 років, які в дитинстві постраждали від педофілів. Найстаршому з постраждалих виповнилося 82 роки, а наймолодшому — 23 роки. При цьому глава спеціальної парламентської комісії з сексуальній наруги, створеної нижньою палатою парламенту Бельгії (почала роботу в листопаді 2010 року), Карін Лальє виступила з ініціативою накласти на римо-католицьку церкву в Бельгії фінансові санкції у зв'язку зі скандалом на ґрунті педофілії.
Католицька церква в Бельгії опублікувала звіт про сексуальні злочини проти дітей. Двохсотсторінковий документ, який містить свідчення 124 передбачуваних жертв насильства. Звіт підготовлений заснованою Церквою, комісією під керівництвом психіатра Петера Адріанссенса. У ньому, зокрема, зазначається, що 13 постраждалих від домагань представників духовенства покінчили життя самогубством. Велика частина розглянутих у звіті фактів відноситься до періоду між 1950 і 1980 роками. Серед обвинувачених — не тільки представники духовенства, а й вчителі, які давали уроки релігії, а також керівники молодіжних груп. Як і жертви злочинів всі вони згадуються в документі без вказівки імен. Жертвами ставали діти, вік яких у середньому становив 12 років. Однак деякі піддавалися насильству і у віці від двох до п'яти років.
У 2011 році судовий позов проти Римо-католицької церкви подала в Брюсселі група з 75 бельгійців, що зазнали в дитинстві сексуального насильства з боку священників, при цьому один зі священників здійснив акт суїциду.
Більшість підозрюваних у педофілії бельгійських католицьких священників не будуть притягнуті до кримінальної відповідальності. Як заявив міністр юстиції Бельгії Стефаан Де Клерк, термін давності кримінального переслідування для них закінчився.

## Скандал в Польщі
У жовтні 2013 Католицька церква в Польщі відмовився публікувати дані про сексуальне насильство, але повідомила, що, якщо дані повинні будуть опубліковані, то масштаби будуть дуже низькими. Єпископ Антоній Дидич повідомив, що священники не повинні піддаватися тиску з боку мас-медіа, і те, що єпископи не можуть повідомляти про злочини, бо це «таємниця сповіді». Всього в країні були засуджені за педофілію близько 27 священників. Було подано позов 25-річного потерпілого від педофілії. Він зажадав від Кошалінсько-Колобжезької єпархії публічних вибачень у пресі та компенсацію в розмірі 200 тисяч злотих (близько $ 64 тис.). Але Польська Католицька церква відмовилася виплачувати компенсації жертвам священників-педофілів.

## Скандал в Норвегії
У квітні 2010 року стало відомо, що колишній єпископ норвезького католицької церкви, Георг Мюллер, зізнався норвезькій поліції на початку січня 2010 року. Він зізнався в скоєнні сексуального насилля з неповнолітнім хлопчиком 20 років тому. Норвезька католицька церква була проінформована про інцидент, але не попередила владу. Мюллер був змушений піти з посади єпископа в липні 2009 року.

## Скандал в Росії
В Ульяновській області Росії іподиякон і паламар храму в Димитровграді зґвалтував близько 20 дітей, а в минулому сексуальний маніяк у рясі був засуджений за наругу над підлітками-хокеїстами, у яких він був тренером. Загальне число жертв 41-річного Олександра Берсенєва становить близько 50 осіб. Об'єктами наруги Берсенєва ставали хлопчики від 7 до 14 років.
У Краснодарському краї під підозру в серійних зґвалтуваннях дітей потрапив 47-річний священник з Ставропольського краю Роман Погребняк — повідомляє Newsru.com.
В Іркутській області винесено вирок колишньому пастору місцевої громади об'єднання церков «Наріжний камінь» Станіславу Сутонько, який виявився педофілом. Духовний пастир також здобув популярність як філантроп і автор численних благодійних програм для дітей-сиріт. Жовтневий районний суд Іркутська засудив 38-річного Станіслава Сутонько до 13 років позбавлення волі у виправній колонії суворого режиму.
У 2013 році в ЗМІ з'явилася інформація, що клірик Петербурзької єпархії та радник гендиректора ФК «Зеніт» з духовно-моральним питань Гліб Грозовский підозрюється в розбещенні дівчаток. За версією слідства, «насильницькі дії сексуального характеру відносно 9-річної і 12-річної дівчаток» були вчинені Грозовським в червні 2013 року в готелі, розташованому на території дитячого табору православного клубу мандрівників «Філадельфія» на острові Кос в Греції.

## Скандал в Україні
У 2004 році, в Тячівський райвідділ міліції на Закарпатті з заявою про зґвалтування звернулася 16-річна дівчина. Через деякий час співробітники правоохоронних органів затримали ґвалтівника, яким виявився тридцятирічний священнослужитель однієї з місцевих церков — повідомляє Likar Info.
У 2008 році в Україні вибухнув скандал з священником РПЦ — Софронієм, що служив у Путивльському районі на Сумщині. Проти святого отця свідчили одразу кілька підлітків, яких той схиляв до сексу. П'ятьох хлопців віком від 11 до 15 років священник домагався і у себе вдома, і в церкві.
Сексуальний скандал розгорівся і в одному із сіл на півночі Харківської області. Там звинувачують священника місцевої церкви. Мовляв, батюшка зґвалтував 15 — річну парафіянку прямо під час сповіді. За словами жертви, таким чином священник карав її за зізнання в тому, що вона вже не незаймана. Дівчина розповіла про все батькам, ті, в свою чергу, звернулися до міліції. 27 — річного священнослужителя заарештували на «робочому» місці — наручники наділи в храмі. Однак скоро розслідування зайшло в глухий кут. Рішення у справі не прийнято досі — кримінальна справа, яку порушили за статтею 155 КК України «Вступ в статевий зв'язок з особою, яка не досягла статевої зрілості», розглядають — повідомляє Украина Криминальная[джерело?].

## Скандал в Зімбабве
2014 році суд Республіки Зімбабве виніс вирок 57-річному священникові Роберту Мартіну Гумбуре, який визнаний винним у серії зґвалтувань. За рішенням суду засновник «Незалежної церкви передбачення кінця світу Роберта Гумбури» проведе за ґратами 50 років. Суд погодився знизити термін на 10 років за умови гарної поведінки засудженого, оскільки ґвалтівник раніше не притягався до кримінальної відповідальності. Крім 50-річного терміну ув'язнення, суд призначив Гумбуре чотири місяці в'язниці за зберігання порнографії. При обшуку в нього було вилучено DVD-диски з відеороликами, у яких Гумбура займається сексом із жінками. Сам підсудний виправдовувався, що це «домашнє відео», створене для приватного перегляду.

## Реакція Церкви
Католицька Церква діяла повільно, коли йшлося про розпізнання сексуальних зловживань у її керівництві. Це відверто визнали єпископи США у 2002 і сам папа Бенедикт XVI у листі до Католицької Церкви в Ірландії 20 березня 2010. Згідно з листом Папи до Католицької Церкви в Ірландії від 20 березня 2010, він наказав провести апостольську візитацію в ірландських дієцезіях, семінаріях та чернечих конгрегаціях.
Тепер «Антикризовий комітет» у справах педофілії щокілька місяців збирається у Ватикані.